# Peter Koenig
Peter Koenig (* 30. Juni 1947 in London, Vereinigtes Königreich) ist ein britischer Geldexperte. Er untersuchte den Zusammenhang von der Einstellung zum Geld zur Vitalität von Menschen und Organisationen. Seine Erkenntnisse flossen in ein von ihm entwickeltes System ein, mit dem Menschen und Organisationen ihre Beziehung zum Geld verändern können. Er nennt das System peterkoenigsystem.

## Leben
Peter Koenig wuchs in England auf. Dort erwarb er ein Diplom als Immobilientreuhänder. 1973 zog Koenig nach Zürich, wo er als Facilities Manager arbeitete. 1980 erwarb er ein MBA und bildete sich auch im Coaching weiter. Koenig gründete in der Schweiz eine Niederlassung einer US-amerikanischen Firma, die oberes und mittleres Management bezüglich Visions-, Qualitäts- und Kommunikationsprozesse berät. Seit 1986 arbeitet er als selbständiger Berater von Unternehmungen und sozialen Organisationen. Er erforschte die Wechselwirkungen zwischen dem Umgang mit Geld, Geldsystementwicklungen und der Vitalität von Menschen und Organisationen. Weiter begründete er die internationale Konferenzreihe „Money & Business Partnership“.
Seit 1994 bietet Koenig Seminare zur Beziehung mit Geld an und bildet einen internationalen „community of practitioners“ in seinem System aus. 2003 erschien sein Buch „30 dreiste Lügen über Geld“ im Oesch Verlag. Seit 2009 forscht und entwickelt er ein weiteres, angrenzendes Feld, das er „source“ (Quelle) nennt. Dies beschreibt und definiert die Naturprinzipien, die jeder Initiator und jeder Gründer eines Unternehmens oder Projektes nutzt, um seine Initiative zu materialisieren. Es wird für die Strategieentwicklung von Unternehmungen benutzt. 2018 schuf er eine neue Währung für den globalen Gemeingut, „IntrinsiCoin“, die 2019 lanciert werden soll.

## Peterkoenigsystem
Mit dem von Peter Koenig erschaffenen System will Koenig die Einstellung von Menschen zum Geld zeitgemäß verändern helfen. Im Zentrum des Systems steht die Erkenntnis, dass Geld nur in der Vorstellung existiert und somit weder notwendig fürs Leben noch existentiell ist. Er stellt die intrinsische Motivation vor das Streben nach Geld. Mit seiner Methode will Koenig die Menschen unterstützen, ihre „Quelle“ zu finden, gewissermaßen ihren Lebenszweck. Die Quelle umzusetzen ist – gemäß Peter Koenig – nicht abhängig von Geld, sondern von der bewussten Erinnerung der natürlichen „Quellenprinzipien“, den jeder Mensch instinktiv in sich trägt. Peter Koenigs Arbeit wird regelmäßig in Fachzeitschriften und Zeitungen rezipiert.

## Werke
- 30 dreiste Lügen über Geld. Befreie dein Leben – rette dein Geld. Oesch Verlag, Zürich 2003, ISBN 978-3035090017